# Morris Possoni
Morris Possoni (Ponte San Pietro, 1º luglio 1984) è un ex ciclista su strada italiano con caratteristiche di scalatore, professionista dal 2006 al 2012. 

## Carriera
Dopo poco più di due stagioni tra i dilettanti Under-23 con il GS Egidio Unidelta di Bruno Leali, nel luglio 2005 firma un contratto da stagista con la Lampre-Caffita di Giuseppe Saronni,; in quella stagione ottiene successi di rilievo nelle gare Under-23 aggiudicandosi anche una tappa e la classifica finale del Giro della Valle d'Aosta.
Nel 2006 diventa ufficialmente professionista con la Lampre, mentre nel 2008 passa al Team High Road, conquistando un secondo posto di tappa alla Vuelta al País Vasco e un piazzamento al Giro di Lombardia (conclude nono, nel secondo gruppetto di inseguitori). L'anno dopo, con il Team Columbia, vince due cronometro a squadre al Tour de Romandie e al Giro d'Italia; nel 2010, trasferitosi al neonato team britannico Sky, ottiene come miglior risultato il secondo posto al Brixia Tour.
Dopo la fine della carriera di ciclista, entra nello staff della Lampre come meccanico. Passa poi all'Astana Pro Team con il medesimo ruolo.

## Palmarès
- 2005

1ª tappa Giro delle Valli Cuneesi
Classifica generale Giro delle Valli Cuneesi
1ª tappa Giro della Valle d'Aosta
Classifica generale Giro della Valle d'Aosta
M.O. Consorzio Marmisti della Valpantena
Giornata Nazionale della Bici

### Altri successi
- 2008

Classifica sprint Tour de Romandie
- 2009

3ª tappa Tour de Romandie (cronosquadre)
1ª tappa Giro d'Italia (cronosquadre)

## Piazzamenti

### Grandi Giri
- Giro d'Italia

2008: 44º
2009: 83º
2010: ritirato (13ª tappa)
2011: 79º
- Vuelta a España

2007: 88º
2011: 80º

### Classiche monumento
- Liegi-Bastogne-Liegi

2007: 95º
- Giro di Lombardia

2006: 81º
2007: 95º
2008: 9º
2009: 85º